# ITF Phuket
Das ITF Phuket (offiziell: Chang-SAT ITF Pro Circuit) war ein Tennisturnier des ITF Women’s Circuit, das in Phuket ausgetragen wurde.

## Siegerliste

### Einzel
| Jahr                             | Siegerin          | Finalgegnerin           | Ergebnis       |
| -------------------------------- | ----------------- | ----------------------- | -------------- |
| ↓ Kategorie: $25.000 ↓           |                   |                         |                |
| 2005                             | Ryoko Fuda        | Montinee Tangphong      | 6:1, 6:4       |
| 2012                             | Dinah Pfizenmaier | Noppawan Lertcheewakarn | 6:2, 6:4       |
| 2012                             | Marta Sirotkina   | Claire Feuerstein       | 7:5, 7:66      |
| ↓ Kategorie: $15.000 & $25.000 ↓ |                   |                         |                |
| 2013                             | Luksika Kumkhum   | Lisa Whybourv           | 6:0, 7:5       |
| 2013                             | Melanie Klaffner  | Doroteja Erić           | 3:6, 6:3, 6:2  |
| 2013                             | Zhang Ling        | Nicha Lertpitaksinchai  | 6:2, 7:67      |
| 2013                             | Zhang Ling        | Lu Jiajing              | 0:6, 7:62, 6:3 |
| 2014                             | Wang Yafan        | Xu Yifan                | 3:6, 6:2, 7:5  |
| 2014                             | Yoo Mi            | Zuzana Zlochová         | 6:4, 6:2       |
| 2014                             | Irina Ramialison  | Xun Fangying            | 6:4, 5:7, 6:4  |
| 2014                             | Irina Ramialison  | Katie Boulter           | 6:3, 6:0       |

### Doppel
| Jahr                             | Siegerinnen                               | Finalgegnerinnen                        | Ergebnis          |
| -------------------------------- | ----------------------------------------- | --------------------------------------- | ----------------- |
| ↓ Kategorie: $25.000 ↓           |                                           |                                         |                   |
| 2005                             | Oqgul Omonmurodova Napaporn Tongsalee     | Monique Adamczak Annette Kolb           | 6:1, 6:1          |
| 2012                             | Natela Dzalamidze Marta Sirotkina         | Chan Chin-wei Zheng Saisai              | 6:4, 6:1          |
| 2012                             | Noppawan Lertcheewakarn Zheng Saisai      | Han Xinyun Sun Shengnan                 | 6:3, 6:3          |
| ↓ Kategorie: $15.000 & $25.000 ↓ |                                           |                                         |                   |
| 2013                             | Nicha Lertpitaksinchai Peangtarn Plipuech | Tara Moore Melanie South                | 6:3, 5:7, [11:9]  |
| 2013                             | Nicha Lertpitaksinchai Peangtarn Plipuech | Fatma Al Nabhani Lee Ya-hsuan           | 6:2, 6:4          |
| 2013                             | Lu Jia Xiang Lu Jiajing                   | Peangtarn Plipuech Varunya Wongteanchai | 6:4, 7:5          |
| 2013                             | Nicha Lertpitaksinchai Peangtarn Plipuech | Lu Jia Xiang Lu Jiajing                 | 3:6, 6:2, [10:8]  |
| 2014                             | Han Na-lae Yoo Mi                         | Akari Inoue Lee Ya-hsuan                | 6:4, 6:3          |
| 2014                             | Nicha Lertpitaksinchai Peangtarn Plipuech | Han Na-lae Yoo Mi                       | 6:3, 6:75, [11:9] |
| 2014                             | Nicha Lertpitaksinchai Peangtarn Plipuech | Oleksandra Korashvili Aljona Sotnykowa  | 7:60, 2:6, [10:4] |
| 2014                             | Nicha Lertpitaksinchai Peangtarn Plipuech | Kamonwan Buayam Lee Pei-chi             | 7:5, 6:3          |

## Quelle
- ITF Homepage